# Gabriel Delmotte
Gabriel Delmotte, (Masnières, 5 de febrero de 1876-Masnières, 10 de marzo de 1950) fue un ingeniero, astrónomo, alcalde y diputado francés.

## Semblanza
Gabriel Delmotte se formó como ingeniero de manufacturas. Era industrial en Masnières, donde poseía una fábrica de comestibles y de preparados con melaza para la alimentación del ganado. Su fábrica fue totalmente destruida durante la Primera Guerra Mundial.
Gabriel Delmotte fue juez del tribunal de comercio de Cambrai. Resultó elegido alcalde de Masnières el 15 de mayo de 1912 y asumió esta función hasta el 13 de agosto de 1941. También resultó elegido en las elecciones legislativas francesas de 1928 como candidato de la Unión Nacional al ser miembro del Partido Republicano del Norte, antes de inscribirse al grupo de la Izquierda Radical.
En 1930 presentó un proyecto de ley que autorizaba la realización inmediata de ciertos trabajos tendentes al perfeccionamiento del equipamiento industrial nacional y una enmienda relacionada con el Observatorio de París.
Fue un apasionado de la astronomía y poseía un telescopio refractor con el que estudió el espacio y sobre todo la Luna. Se volcó en sus investigaciones en astronomía y en selenografía, así como en sus actividades en la escuela de dibujo de Cambrai.
Gabriel Delmotte fue miembro de la Sociedad Astronómica de Francia, presidente de la Sociedad de Astronomía del Norte y de la Sociedad Belga de Astronomía. Colaboró con los astrónomos Félix Chemla Lamèch, Maurice Darney y Arthur Pierot.
En 1923 publicó "Recherches sélénographiques et nouvelle théorie des cirques lunaires" (Investigaciones selenográficas y nueva teoría sobre los circos lunares).

## Eponimia
- En 1935 el cráter lunar Delmotte recibió este nombre de la Unión Astronómica Internacional en su honor.